# United States Basketball League 1994
La stagione USBL 1994 fu la nona  della United States Basketball League. Parteciparono 9 squadre in un unico girone.
Rispetto alla stagione precedente si aggiunsero due nuove franchigie, i Memphis Fire e i Mississippi Coast Gamblers. Gli Atlanta Eagles si rinominarono Atlanta Trojans, mentre i Daytona Beach Hooters si trasferirono nuovamente, e tornarono a essere i Jacksonville Hooters.

## Squadre partecipanti
- Atlanta Trojans
- Conn. Skyhawks
- Jacksonv. Hooters
- Long Island Surf
- Memphis Fire
- Miami Tropics
- M.C. Gamblers
- P. Beach Stingrays
- Westch. Stallions

## Classifica
| Squadra                    | V  | P  | %    | GB   |
| -------------------------- | -- | -- | ---- | ---- |
| Mississippi Coast Gamblers | 18 | 9  | 66,7 | -    |
| Miami Tropics              | 18 | 9  | 66,7 | -    |
| Atlanta Trojans            | 19 | 10 | 65,5 | -    |
| Jacksonville Hooters C     | 16 | 10 | 55,2 | 3    |
| Long Island Surf           | 13 | 14 | 48,2 | 5    |
| Connecticut Skyhawks       | 12 | 15 | 44,4 | 6    |
| Westchester Stallions      | 10 | 16 | 38,5 | 7,5  |
| Memphis Fire               | 9  | 17 | 34,6 | 8,5  |
| Palm Beach Stingrays       | 7  | 19 | 26,9 | 10,5 |

## Play-off

### Quarti di finale
|  | Atlanta Trojans | 124 – 121 | Connecticut Skyhawks |  |

|  | Jacksonville Hooters | 116 – 111 | Long Island Surf |  |

### Semifinali
|  | Atlanta Trojans | 146 – 143 | Miami Tropics |  |

|  | Jacksonville Hooters | 103 – 100 | Mississippi Coast Gamblers |  |

### Finale
|  | Jacksonville Hooters | 117 – 109 | Atlanta Trojans |  |

### Tabellone
|  | Quarti di finale | Quarti di finale | Quarti di finale |              |              | Semifinali   | Semifinali        | Semifinali |  |  | Finale | Finale | Finale |  |
|  |                  |                  |                  |              |              |              |                   |            |  |  |        |        |        |  |
|  |                  |                  |                  |              |              | 1            | Mississippi Coast | 0          |  |  |        |        |        |  |
|  |                  |                  |                  |              |              | 1            | Mississippi Coast | 0          |  |  |        |        |        |  |
|  |                  |                  | 4                | Jacksonville | 1            |              |                   |            |  |  |        |        |        |  |
|  | 5                | Long Island      | 4                | Jacksonville | 1            | 0            |                   |            |  |  |        |        |        |  |
|  | 5                | Long Island      |                  |              |              |              |                   |            |  |  |        |        |        |  |
|  | 4                | Jacksonville     | 1                |              |              |              |                   |            |  |  |        |        |        |  |
|  | 4                | Jacksonville     | 1                |              | Jacksonville | Jacksonville | 1                 |            |  |  |        |        |        |  |
|  |                  |                  |                  |              |              |              |                   |            |  |  |        |        |        |  |
|  |                  |                  | Atlanta          | Atlanta      | 0            |              |                   |            |  |  |        |        |        |  |
|  | 3                | Atlanta          | Atlanta          | Atlanta      | 0            | 1            |                   |            |  |  |        |        |        |  |
|  | 3                | Atlanta          |                  |              |              |              |                   |            |  |  |        |        |        |  |
|  | 6                | Connecticut      | 0                |              |              |              |                   |            |  |  |        |        |        |  |
|  | 6                | Connecticut      | 0                |              | 3            | Atlanta      | 1                 |            |  |  |        |        |        |  |
|  |                  |                  |                  |              | 3            | Atlanta      | 1                 |            |  |  |        |        |        |  |
|  |                  |                  | 2                | Miami        | 0            |              |                   |            |  |  |        |        |        |  |

## Vincitore
| Campione USBL 1994               |
| -------------------------------- |
| Jacksonville Hooters (2º titolo) |

## Statistiche
| Categoria         | Giocatore     | Squadra              | Stat |
| ----------------- | ------------- | -------------------- | ---- |
| Punti per gara    | Mark Brister  | Jacksonville Hooters | 26,9 |
| Rimbalzi per gara | Keith Lee     | Memphis Fire         | 14,5 |
| Assist per gara   | Jean Prioleau | Long Island Surf     | 10,3 |

## Premi USBL
- USBL Player of the Year: Stan Rose, Atlanta Trojans
- USBL Coach of the Year: Al Outlaw, Atlanta Trojans
- USBL Rookie of the Year: Randy Carter, Memphis Fire
- USBL Postseason MVP: Fred Lewis, Jacksonville Hooters
- All-USBL First Team
  - Darrell Armstrong, Atlanta Trojans
  - Mark Brisker, Jacksonville Hooters
  - Greg Dennis, Mississippi Coast Gamblers
  - Stan Rose, Atlanta Trojans
  - Kannard Johnson, Jacksonville Hooters
- All-USBL Second Team
  - Jean Prioleau, Long Island Surf
  - Anderson Hunt, Miami Tropics
  - Keith Lee, Memphis Fire
  - Kermit Holmes, Westchester Stallions
  - Joe Harvell, Memphis Fire
- USBL All-Defensive Team
  - Darrell Armstrong, Atlanta Trojans
  - Dave Whitney, Mississippi Coast Gamblers
  - Keith Lee, Memphis Fire
  - Mark Strickland, Atlanta Trojans
  - Godfrey Thompson, Connecticut Skyhawks
- USBL All-Rookie Team
  - Keith Johnson, Miami Tropics
  - Curtis Smith, Miami Tropics
  - Randy Carter, Memphis Fire
  - Pervires Greene, Connecticut Skyhawks
  - Godfrey Thompson, Connecticut Skyhawks